# Luca Giampaolo
Luca Giampaolo (Roma, 7 luglio 1973) è un allenatore di calcio a 5 italiano, attuale tecnico del Petrarca.

## Biografia
Nel 1998 Giampaolo si laurea in Scienze Motorie con il massimo dei voti; è chinesiologo dell'apparato locomotore e allenatore di calcio a 5 di primo livello. Tra il 1985 e il 1992 è stato tesserato presso il settore giovanile delle Fiamme Gialle, sezione atletica leggera, con cui ha vinto nella marcia tre titoli regionali individuali, un titolo di vice-campione interregionale individuale e tre titoli di campione italiano a squadre. Fuori dal campo, tiene conferenze e lezioni nei corsi di preparazione agli atleti e ai futuri insegnanti nell'ambito sportivo/fisiologico. È autore di stesure didattiche in ambito sportivo, fisiologico, motivazionale e sulla teoria dell'allenamento e nel 2005 ha pubblicato il suo primo libro, intitolato "L'allenamento, un approccio scientifico".  

## Carriera
Dopo cinque campionati da giocatore, nel 1998 viene nominato allenatore dell'Ostia Calcio a 5 in Serie D. Alla prima stagione centra la vittoria del proprio girone e la finale di Coppa Lazio, ponendo le basi per la scalata verso le categorie superiori. Negli anni seguenti, Giampaolo vince due campionati di Serie C2, altrettanti di Serie C1, un campionato regionale U-21, una Coppa Lazio di Serie C2, una Coppa Lazio di Serie C1 e i play-off di Serie B. Nella stagione 2011-12 allena il Regalbuto in Serie A2, raggiungendo la semifinale di Coppa Italia e i play-off di categoria. Nella stagione successiva approda all'Augusta, società storica del panorama nazionale, che qualifica ai play-off di Serie A2 grazie al terzo posto della stagione regolare. Nella stagione 2013-14 passa al Latina, con il quale vince il proprio girone di Serie A2 e approda nella massima serie. Confermato dai pontini anche in Serie A, viene esonerato dopo 8 giornate e sostituito da Piero Basile. L'anno successivo si accorda con il Futsal Monza in Serie B quindi ritorna in Sicilia per guidare il Real Cefalù nella medesima categoria. Nell'estate del 2017 viene nominato allenatore del Petrarca a cui rimarrà legato per oltre un lustro. Durante questo periodo riporta i padovani in Serie A grazie alla vittoria di due campionati consecutivi (uno di Serie B e uno di Serie A2) arricchiti da una coppa Italia di Serie B. Nella stagione 2021-22 il Petrarca coglie undici vittorie consecutive in serie A - stabilendo un nuovo record per la categoria - e centra il titolo onorifico di campione d'inverno.

## Palmarès
- Campionato di Serie A2 Élite: 1
Petrarca: 2023-24 (girone A)
- Coppa Italia di Serie A2 Élite: 1

Petrarca: 2023-24
- Campionato di Serie A2: 2
Latina: 2013-14 (girone B)
Petrarca: 2018-19 (girone A)
- Campionato di Serie B: 1
Petrarca: 2017-18 (girone B)

- Coppa Italia di Serie B: 1

Petrarca: 2017-18